# Педагогічне товариство УРСР
Педагогічне товариство УРСР — українська радянська добровільна науково-громадська організація, яка сприяла розробці теоретичних проблем педагогіки в УРСР.  Очільник — М. Д. Ярмаченко.

## Історія та опис
Товариство створили у 1960 році. 
Вищим органом товариства був з'їзд, який проводили не рідше як один раз на 4 роки. У період між з'їздами діяльність товариства курувала Республіканська рада, пленуми якої скликали не рідше ніж два рази на рік. Вона зі свого складу обирала президію, яка обирала голову Республіканської ради та його заступників. 
Товариство мало відділення у всіх областях, районах, великих містах, 22 тисяч первинних організацій в УРСР. До складу  залучали передових учителів, вихователів, науковців. Станом на 1980 рік налічувало 430 тисяч індивідуальних та 25 тисяч юридичних (колективних) членів. Члени товариства разом з науковою діяльністю вели пропаганду педагогічних знань серед населення. Товариство видавало тематичні збірники, брошури тощо. Товариство та його організації співпрацювали з місцевими органами освіти та Міністерством освіти, товариством «Знання».
Станом на 1981 рік відблося 6 з'їздів, усі в Києві. Республіканська рада товариства знаходилась у Києві на вул. Леніна 10.

## Діяльність
Його завданням було наукове опрацювання актуальних проблем виховання, зміцнення зв'язку науки з практикою, школи з життям, вивчення й узагальнення передового досвіду навчання і виховання дітей у школі, сім'ї, дошкільних і позашкільних установах, вивчення досягнень світової педагогіки і практики та використання цих досягнень в інтересах радянської школи тощо. Товариство надавало консультаційні послуги та допомогу педагогічним працівникам та батькам дітей.
Товариство разом з Міністерством освіти УРСР організовувало заходи для відзначення 100-річчя з дня народження А. С. Макаренка у 1986—1988.
Колектив товариства опрацьовував питання збагачення змісту дошкільної освіти здобутками української народної творчості, зокрема використання народної іграшки в навчально-виховній роботі дитячого садка. Науково обґрунтовані пропозиції та цінний досвід ставали надбанням працівників дошкільних закладів освіти України.
Перша бібліографія творів Сухомлинського, надрукована у 1978 році видавництвом «Радянська школа», видана за ініціативи й фінансової підтримки Педагогічного товариства.